# 나주괘서사건
나주괘서사건(羅州掛書事件)은 조선 영조 31년(1755)에 윤지(尹志)가 나주 객사에 붙인 벽서와 관련하여 일어난 역모 사건이다. 나주벽서사건(羅州壁書事件), 을해옥사(乙亥獄事), 윤지의 난(尹志-亂)이라고도 한다.
사건 수사에 소론이 연루되면서 노론이 득세하게 되고, 탕평책의 균형이 깨지는 계기가 된다. 득세한 노론이 당시 대리청정하던 사도세자에게 소론 잔당을 잡아들이라고 상소를 하자, 노론과 사도세자의 균열이 생겼다고 알려졌으나 실상은 다르다. 당시 사도세자는 영조의 뜻에 따라 노론의 상소를 거부한 것에 불과하다. 이광좌의 추탈이나 박문수, 이종성 등 소론 완론의 인사를 보호하려 한 것은 영조의 뜻을 따른 것이다. 실록의 기사를 살펴보면 나주괘서사건 당시 영조와 사도세자의 뜻이 크게 다르지 않았음을 알 수 있다.